# Acanthosaura
Acanthosaura é um gênero de lagartos arborícolas da família Agamidae que habitam o sudeste asiático e se alimentam de insetos e vermes. Esses animais preferem viver em áreas de elevada altitude e densa vegetação e também podem ser mantidos em cativeiro.

## Espécies
- Acanthosaura armata, (Gray, 1827)
- Acanthosaura capra, (Günther, 1861)
- Acanthosaura crucigera, (Boulenger, 1885)
- Acanthosaura lepidogaster, (Cuvier, 1829)